# Incidenční spor
Za incidenční spor považuje právní teorie soudní spor, který je potřeba rozhodnout pro potřebu jiného řízení, které samo pro řešení sporů není způsobilé.
S incidenčními spory ve smyslu této definice se lze setkat např. ve vykonávacím řízení, v řízení o pozůstalosti – o spor o dědické právo (§ 170 z.ř.s.) nebo v řízení o úschovách o nahrazení projevu vůle účastníka, jenž odepřel souhlas s vydáním předmětu úschovy (§ 299 z.ř.s.). 
Insolvenční zákon z roku 2006 zavedl vlastní legální definici incidenčních sporů jako „spory vyvolané insolvenčním řízením, o kterých tak stanoví tento zákon, projednávané v rámci insolvenčního řízení“. 
V současné právní praxi je pojem incidenční spor užíván téměř výhradně pro označení sporu v insolvenčním řízení. 

## Incidenční spor v rámci insolvenčního řízení
Incidenční spor v rámci insolvenčního řízení se zahajuje podáním návrhu, který má povahu žaloby, a rozhoduje v něm stejný insolvenční soud, který vede i dané insolvenční řízení. O věci samé se rozhoduje rozsudkem, schválení smíru je však usnesením. Podstatná část právní úpravy incidenčních sporů je obsažena v § 159–164 insolvenčního zákona, podpůrně se využívá občanský soudní řád.

### Druhy incidenčních sporů v insolvenčním řízení
Za incidenční spory považuje insolvenční zákon spory:
- o pravost, výši nebo pořadí přihlášených pohledávek,
- o vyloučení věci, práva, pohledávky nebo jiné majetkové hodnoty z majetkové podstaty nebo o vydání výtěžku zpeněžení,
- o vypořádání společného jmění dlužníka a jeho manžela,
- na základě odpůrčí žaloby,
- o náhradu škody na majetkové podstatě vzniklé porušením povinností insolvenčním správcem,
- o platnost smluv, kterými došlo ke zpeněžení majetkové podstaty prodejem mimo dražbu,
- o určení, zda tu je či není právní vztah nebo právo týkající se majetku nebo závazků dlužníka, je-li na takovém určení naléhavý právní zájem,
- další spory, které zákon označí jako spory incidenční.

## Incidenční spory v exekučním řízení
V exekučním řízení mohou vzniknout např. spory impugnační nebo opoziční. Impugnačními spory se rozumí spory o zastavení výkonu rozhodnutí (exekuce) dle ustanovení § 268 odst. 1 o.s.ř., zejména pak z důvodu uvedeného pod písm. h), tzn. že výkon rozhodnutí je nepřípustný, protože je tu jiný důvod, pro který rozhodnutí nelze vykonat. Jako spory opoziční se označují spory o zastavení výkonu rozhodnutí pro zánik práva (§ 268 odst. 1 písm. g) o.s.ř.).